# Grube Schickenberg
Die Grube Schickenberg ist ein Kalkstein-Steinbruch im oberdevonischer Massenkalk  im Westen Wuppertals im Stadtbezirk Vohwinkel an der Grenze zu Wülfrath. Der bei Wieden nordöstlich gelegene Steinbruch wird nach der ehemaligen Ortslage Schickenberg, die durch den Abbau ganz verschwunden ist, benannt. Auch die Ortslage Sandfeld ist durch die Grube nahezu geschleift. Südlich der Grube verläuft die Düsseldorfer Straße, als Bundesstraße 7 klassifiziert, und im Westen die Wiedener Straße, die als Landesstraße 74 klassifiziert ist. Gegenüber auf der anderen Straßenseite der Wiedener Straße liegt im Westen die Grube Voßbeck. Beide Gruben sind mit einem Tunnel unterhalb der Landesstraße 74, die bis 1990 als Bundesstraße 224 qualifiziert war, verbunden.
Die Grube misst in der West-Ost-Ausdehnung rund 840 Meter und in der Nord-Süd-Ausdehnung rund 690 Meter (gemeint ist hier der Bereich, der für die Öffentlichkeit abgesperrt ist). Betrieben wird die Grube von der Rheinkalk GmbH Werk Dornap (mit Unternehmenssitz in Wülfrath), der eigentliche Abbau ist aber eingestellt und die Grube wird als Klärteich für die benachbarte Grube genutzt. Der Wasserspiegel liegt rund 40 Meter unter dem Bodenniveau der Umgebung (bezogen auf Wieden, das rund 190 Meter über Null liegt).
Begleitmineralien im Massenkalk sind Calcit, Eisenkiesel, Quarz, Dolomit und Markasit. Diese finden sich im Kontaktbereich des Massenkalks zum schiefrigen, devonischen Nebengestein.
- 3D-Modell der Gruben bei Dornap. Von links nach Rechts: Grube Hahnenfurth, Grube Hanielsfeld, Grube Voßbeck und Grube Schickenberg.